# Milk Inc.
Milk Inc. (také známá jako Milk Incorporated) je belgická trance vokálová skupina, která vznikla v roce 1996. Do dnešních dnů vydala 5 plnohodnotných alb, 29 singlů a jednotlivé písničky Milk Inc. se také často objevují na žánrových kompilacích jako například Future Trance. Členové skupiny jsou: Nikkie Van Lierop, Sofie Winter, Ann Vervoort a John Miles Jr. Skupina získala mnoho ocenění a jen domácí TMF Awards Belgium vyhrála v letech 1999 – 2008 patnáctkrát.